# Annette Tison
Annette Tison (Soorts-Hossegor, 27 dicembre 1942 – Parigi, 21 giugno 2010) è stata un'architetta e scrittrice francese, principalmente nota per essere la co-creatrice della serie Barbapapà insieme al marito Talus Taylor.
Tison si è laureata all'École Spéciale d'Architecture. Ha co-creato la serie di libri per bambini Barbapapà, pubblicata in una raccolta nel 1970 e divenuta in seguito un cartone animato e una rivista nel 1976.